# La Chaux-du-Dombief
La Chaux-du-Dombief är en kommun i departementet Jura i regionen Bourgogne-Franche-Comté i östra Frankrike. Kommunen ligger i kantonen Saint-Laurent-en-Grandvaux som tillhör arrondissementet Saint-Claude. År 2022 hade La Chaux-du-Dombief 568 invånare.

## Befolkningsutveckling
Antalet invånare i kommunen La Chaux-du-Dombief
Referens:INSEE